# Saint-Micaud
Saint-Micaud é uma comuna francesa na região administrativa de Borgonha-Franco-Condado, no departamento Saône-et-Loire. Estende-se por uma área de 20,17 km². Em 2010 a comuna tinha 282 habitantes (densidade: 14 hab./km²).